# Propositiones ad acuendos iuvenes
Die Propositiones ad acuendos iuvenes (lateinisch für Aufgaben zur Schärfung des Geistes der Jugend) sind eine frühmittelalterliche Sammlung mathematischer Rätsel. Sie wird dem Gelehrten Alkuin (735–804) zugeschrieben; das älteste erhaltene Manuskript stammt aus dem späten neunten Jahrhundert. Es handelt sich somit um die erste solche Sammlung in lateinischer Sprache.

## Textüberlieferung
Eine erste Erwähnung einer Sammlung mathematischer Aufgaben findet sich in einem Brief, den Alkuin 799 oder 800 an Karl den Großen schrieb. Dort heißt es:
“Misi excellentiae vestrae … aliquas figuras arithmeticae subtilitatis, laetitiae causa” (Alkuin: Ep. 172, deutsch: „Ich habe Eurer Hoheit … einige Aufgaben von arithmetischer Scharfsinnigkeit zu Eurer Unterhaltung geschickt.“) Die Aufgaben sind in diesem Brief jedoch nicht enthalten.
In der Gesamtausgabe von Alkuins Werken findet sich eine Fassung, die 53 Aufgaben enthält. Eine weitere Fassung findet sich bei Beda Venerabilis, mit drei zusätzlichen Aufgaben, zwei nach der Aufgabe 11, eine nach der Aufgabe 33.
Eine moderne Edition erfolgte erst 1978 durch Menso Folkerts. Er fand zwölf Manuskripte, das älteste stammt aus dem späten neunten Jahrhundert und enthält bereits die drei zusätzlichen Aufgaben des Beda-Textes, ist jedoch unvollständig.
Eine Übersetzung ins Englische erfolgte durch John Hadley 1992 unter dem Titel Problems to Sharpen the Young mit Anmerkungen von David Singmaster in The Mathematical Gazette. Ein Jahr später erschien eine deutsche Übersetzung mit Kommentaren von Folkerts und Helmuth Gericke.
Folgende Handschriften sind bekannt:
| Name | Alter                        | Herkunft                       | heutiger Standort                        | Signatur                |
| ---- | ---------------------------- | ------------------------------ | ---------------------------------------- | ----------------------- |
| R1   | Ende 9. Jahrhundert          | Kloster St. Denis bei Paris    | Vatikanische Apostolische Bibliothek     | Vat. Regin. lat. 309    |
| O    | Ende 10. Jahrhundert         | Westdeutschland/Ostfrankreich  | Vatikanische Apostolische Bibliothek     | Vat. Ottobon. lat. 1473 |
| A    | Ende 10. Jahrhundert         | Kloster Reichenau              | Badische Landesbibliothek, Karlsruhe     | Augiensis 205           |
| W    | um 1010                      | Kloster St. Mang, Füssen       | Österreichische Nationalbibliothek, Wien | Ms. lat. 891            |
| M2   | um 1020                      | Kloster Sankt Emmeram/Chartres | Bayerische Staatsbibliothek, München     | Clm 14272               |
| V    | 1025                         | Abtei St. Martial, Limoges     | Universitätsbibliothek Leiden            | Voss. lat. oct. 15      |
| B    | erste Hälfte 11. Jahrhundert | Westdeutschland/Ostfrankreich  | British Museum, London                   | Burney 59               |
| M    | erste Hälfte 11. Jahrhundert | Ostfrankreich                  | Universitätsbibliothek Montpellier       | H. 491                  |
| R    | 11. Jahrhundert              | St. Mesmin bei Orléans         | Vatikanische Apostolische Bibliothek     | Vat. Regin. lat. 208    |
| M1   | 12. Jahrhundert              | St. Emmeram                    | Bayerische Staatsbibliothek, München     | Clm 14689               |
| C    | 13. Jahrhundert              | Abtei von St Albans            | British Museum, London                   | Cotton Iulius D. VII    |
| S    | 15. Jahrhundert              | Buckfast Abbey                 | British Museum, London                   | Sloane 513              |

## Inhalt
Die Aufgaben kleiden eine mathematische Fragestellung in eine kurze Rahmenhandlung ein, die meist dem Alltagsleben entspringt. In einigen Aufgaben sind wie in Fabeln Tiere die handelnden Figuren.
Je nach Ausgabe direkt im Anschluss an die Aufgaben oder gesammelt in einem eigenen Teil finden sich die Lösungen. Diese geben in den meisten Fällen nur das Ergebnis wieder, ein Lösungsweg fehlt. Es wird lediglich nachgerechnet, dass das angegebene Ergebnis korrekt ist. Manche Lösungen sind unvollständig, einige sogar falsch.

### Ein Spaziergänger
Die zweite Aufgabe kleidet eine lineare Gleichung in folgende Geschichte ein: Ein Spaziergänger sah auf seinem Weg eine Gruppe Menschen ihm entgegenkommen und sagte: „Ich wünschte Ihr wärt mehr, nämlich noch einmal so viele wie Ihr seid, zusätzlich noch ein Viertel dieser Summe und dazu noch die Hälfte dieses Zusätzlichen. Mit mir zusammen wären wir dann hundert.“ Wie viele Menschen sah der Spaziergänger?
Die Aufgabenstellung führt zur Gleichung {\displaystyle x+x+{\tfrac {2x}{4}}+{\tfrac {2x}{8}}+1=100} mit der Lösung {\displaystyle x=36}. Diese Zahl gibt Alkuin ohne Lösungsweg an und bestätigt das Ergebnis mit einer Probe.
Weitere Aufgaben von diesem Typ finden sich in den Nummern 3, 4, 36, 40, 44, 45 und 48.

### Ziege, Wolf und Kohlkopf
Die Aufgabe 18 ist das weithin bekannte Problem von Wolf, Ziege und Kohlkopf: Ein Mann muss mit einem Wolf, einer Ziege und einem Kohlkopf einen Fluss überqueren. Das einzige Boot kann aber neben ihm nur einen weiteren Passagier tragen. Wie kann er den Fluss überqueren, ohne dass dabei der Wolf die Ziege oder die Ziege den Kohl frisst?
Lösung: Der Mann lässt zunächst Wolf und Kohl zurück und rudert mit der Ziege ans andere Ufer. Dort kehrt er um und bringt den Wolf hinüber. Auf dem Rückweg nimmt er die Ziege mit, die er am ursprünglichen Ufer lässt, um nun den Kohl hinüber zu bringen. Zuletzt holt er die Ziege wieder ans andere Ufer.
Auch andere Aufgaben handeln von solchen Flussüberquerungen: Im 17. Problem möchten drei Männer mit ihren Schwestern einen Fluss im Zweierboot überqueren, ohne dass eine der Frauen befürchten muss, in Abwesenheit ihres Bruders von einem anderen Mann geschändet zu werden. In der 19. Aufgabe handelt es sich um eine Familie aus Vater, Mutter und zwei Kindern, wobei nur die Kinder so leicht sind, dass sie gemeinsam im Boot sitzen können, ohne unterzugehen. Es schließt sich nochmals die gleiche Aufgabe an, mit dem einzigen Unterschied, dass es sich nun um eine Igelfamilie handelt.

### Hundert Schweine
Ein Mann möchte mit seinen 100 Denaren 100 Schweine kaufen. Ein Eber kostet 10 Denare, eine Sau 5 Denare, ein Paar Ferkel einen Denar.
Lösung: Der Mann kauft einen Eber, neun Säue und 90 Ferkel.
Die Aufgabe führt zu einem linearen Gleichungssystem mit zwei Gleichungen in drei Variablen und der Zusatzbedingung, dass es sich bei der Lösung um ganze Zahlen handeln muss. Dass in diesem Fall eine eindeutige Lösung existiert, ist dabei nicht selbstverständlich. Dieser Typ Aufgabe findet sich bereits im China des fünften Jahrhunderts, wo es um hundert Vögel geht. Zur Zeit Alkuins war sie dank Inder und Araber in der ganzen Welt bekannt. In den Propositiones finden sich acht Aufgaben von diesem Typ: 5, 32, 33, 33a, 34, 38, 39 und 47. Möglicherweise war auch die Aufgabe 53 in dieser Form gedacht, sie ist jedoch durch Schreibfehler stark entstellt.

### Flächenberechnungen
Bei den Aufgaben 21 bis 31 handelt es sich mit Aufgabe 26 um Probleme der Flächenberechnung. Angefangen wird mit einem rechteckigen Feld von 200 mal 100 Fuß.
Schon die nächste Aufgabe behandelt ein Feld von irregulärer Form: Es ist 100 Ruten (pertica) lang und an den beiden Enden 50 Ruten breit, in der Mitte beträgt die Breite jedoch 60 Ruten. Alkuin bestimmt die mittlere Breite des Feldes als einfaches arithmetisches Mittel aus 50, 60 und 50, und erhält gerundet eine Breite von 53 Ruten, die er dann mit der Länge multipliziert. Da die genaue Form unklar bleibt, lässt sich keine Formel für die Fläche angeben, falls es sich jedoch um ein doppeltes Trapez handelt, müsste die mittlere Breite als Mittelwert von 50 und 60, also zu 55 Ruten bestimmt werden.
Auch die nächste Aufgabe beschreibt die Form des Feldes nicht, sondern nennt nur seine Seitenlängen 30, 34, 32 und 32 Ruten. Alkuin bestimmt wieder als mittlere Breite bzw. Länge den Mittelwert der gegenüberliegenden Seiten, also 31 und 33 Ruten, was er wieder multipliziert. Sein Ergebnis ist damit größer als der größtmögliche Flächeninhalt, der vom Sehnenviereck erreicht wird.
Im Anschluss folgt ein dreieckiges Feld mit Kanten von 30, 30 und 18 Ruten. Alkuin bestimmt wieder mittlere Breiten, nämlich 30 Ruten für die beiden Schenkel und 9 Ruten als Hälfte der Basis. Als Fläche gibt er dann das Produkt an, das über dem korrekten Inhalt liegt.
Das Feld der nächsten Aufgabe ist ein Kreis von 400 Ruten im Umfang. Die korrekte Lösung wäre {\displaystyle {\tfrac {400^{2}}{4\pi }}}. Hier gibt es in den Manuskripten zwei verschiedene Lösungen: Die erste Lösung rechnet mit {\displaystyle \pi =4}, die zweite mit {\displaystyle \pi =3}.

### Die Leiter mit den hundert Sprossen
Die Aufgabe 42 erzählt von einer Leiter mit hundert Sprossen. Auf der ersten Sprosse sitzt eine Taube, auf der zweiten zwei, auf der dritten drei und so weiter. Wie viele Tauben sitzen insgesamt auf der Leiter?
Die Lösung leitet die später als gaußsche Summenformel bekannte Gleichung her, indem die einzelne Taube mit den 99 auf der vorletzten Sprosse, die zwei mit den 98 usw. zusammengefasst werden, sodass 49 Paare aus 100 Tauben entstehen, dazu weitere 50 Tauben und die 100 auf der letzten Sprosse, insgesamt also 5050.

### Die Schweine
Aufgabe 43 lautet folgendermaßen: Ein Mann hat 300 Schweine und befiehlt, diese an den drei folgenden Tagen alle zu töten, an jedem Tag eine ungerade Zahl. Wie viele Schweine sollen an den einzelnen Tagen getötet werden?
Mathematisch ist das Problem nicht lösbar, da die Summe dreier ungerader Zahlen ungerade sein muss und daher nicht 300 ergeben kann.
Im englischen Sprachraum kursiert diese Aufgabe als Scherzfrage, die darauf beruht, dass odd nicht nur ungerade, sondern auch merkwürdig bedeutet, und man somit an den beiden ersten Tagen je ein Schwein töten kann und am dritten die verbleibenden 298, was zwar keine ungerade, jedoch eine sehr merkwürdige Zahl an Schweinen ist, die man an einem Tag tötet.